# Оно (город, Хиого)
Оно (яп. 小野市 Оно-си) — город в Японии, находящийся в префектуре Хиого. Площадь города составляет 92,92 км², население — 49 040 человек (1 августа 2014), плотность населения — 527,77 чел./км².

## Географическое положение
Город расположен на острове Хонсю в префектуре Хиого региона Кинки. С ним граничат города Какогава, Касай, Мики, Като.

## Население
Население города составляет 49 040 человек (1 августа 2014), а плотность — 527,77 чел./км². Изменение численности населения с 1980 по 2005 годы:
| 1980 | 43 574 чел. |  |
| 1985 | 45 686 чел. |  |
| 1990 | 46 007 чел. |  |
| 1995 | 48 214 чел. |  |
| 2000 | 49 432 чел. |  |
| 2005 | 49 761 чел. |  |

## Символика
Деревом города считается ива, цветком — подсолнечник однолетний.